# 不動のセンター 元警察官・鈴代瀬凪
『不動のセンター 元警察官・鈴代瀬凪』（ふどうのセンター もとけいさつかんすずしろせな）は、柊悠羅による日本の推理小説。

## 概要
第20回『このミステリーがすごい!』大賞の隠し玉(受賞はならなかったが編集部推薦という形)として2022年6月7日に宝島社より出版。
選考時の原題は『不動の謀者』。

## ストーリー
大人気アイドルグループMy SeLection（通称マイセレ）のセンターで元警察官の鈴代瀬凪。そんな彼女には、とある秘密があった。